# Dekupørsav
Dekupørsav (1. led fra fr. decouper, af- (eller fra-)skære) er en sav til finer.
Den består af et bord på et stativ og en meget tynd løvsavklinge placeret, så den kan bevæges lodret op og ned. De ældste dekupørsave var foddrevne og foroven forsynet med en bue enten som en flitsbue eller en lang fjedrende bjælke fastgjort i loftet. I dag er de maskindrevne. Den kaldes marketterisav, marquetterisav eller kontursav. Intarsia som marketteri og dekupørarbejder bruges i finere snedkerarbejder og indlagte møbler som André-Charles Boulles.
Laurits Jensen kalder den i Billedskærerbogen (1986) en bøjlesav.